# Richard Westmacott
Richard Westmacott, Jr. (Londres, 15 de julio de 1775 - 1 de septiembre de 1856) fue un escultor británico. Se inició en la escultura con su padre, Richard Westmacott el Viejo, antes de ir a Roma en 1793 para mejorar con Antonio Canova. Al regresar a Inglaterra en 1797, estableció un estudio y comenzó a presentar su trabajo en la Royal Academy, siendo aceptado en la institución el 11 de febrero de 1811 por su trabajo Júpiter y Ganímedes. En 1827 fue nombrado profesor de dicha Academia y recibió el título de caballero (Sir) en 1837. Fue el padre de Richard Westmacott el Joven, que también resultó ser un hábil escultor, estudioso y profesor de escultura.
Entre sus obras más notables están los relieves para el Marble Arch, las estatuas que representan El surgimiento de la civilización frente al Museo Británico y el enorme jarrón Waterloo, hoy en los jardines del Palacio de Buckingham. Otras de sus producciones son los monumentos a William Pitt y Charles James Fox en la Abadía de Westminster, y los monumentos a Nelson en Birmingham, Liverpool y Barbados.